# Breb (okręg Marmarosz)
Breb – wieś w Rumunii, w okręgu Marmarosz, w gminie Ocna Șugatag. W 2011 roku liczyła 1098 mieszkańców.